# Johann Gerhard Oncken
Johann Gerhard Oncken (Varel, Alsó-Szászország, 1800. január 26. – Zürich, Svájc, 1884. január 2.) úttörő német baptista prédikátor, az európai kontinens és a német baptistáinak atyja. Szerény körülmények között nőtt fel. Angliában tanult üzletembernek, ahol a metodista ébredési mozgalommal találkozott. Fiatalemberként tért vissza Németországba, Hamburgban keresztény könyvkereskedést nyitott, és missziómunkát kezdett a tengerészek között. Még a baptistákhoz fordulása előtt egy evangélikus lelkésszel közösen vasárnapi iskolai munkát kezdett Hamburg város St. Georg kerületében. Ez volt az egyik csírája a később Johann Hinrich Wichern által életre hívott Belmissziónak. 1834-ben baptistává vált, és a következő időkben a 19. századi Európa egyik legjelentősebb egyházalapítója lett.

## Kezdetek

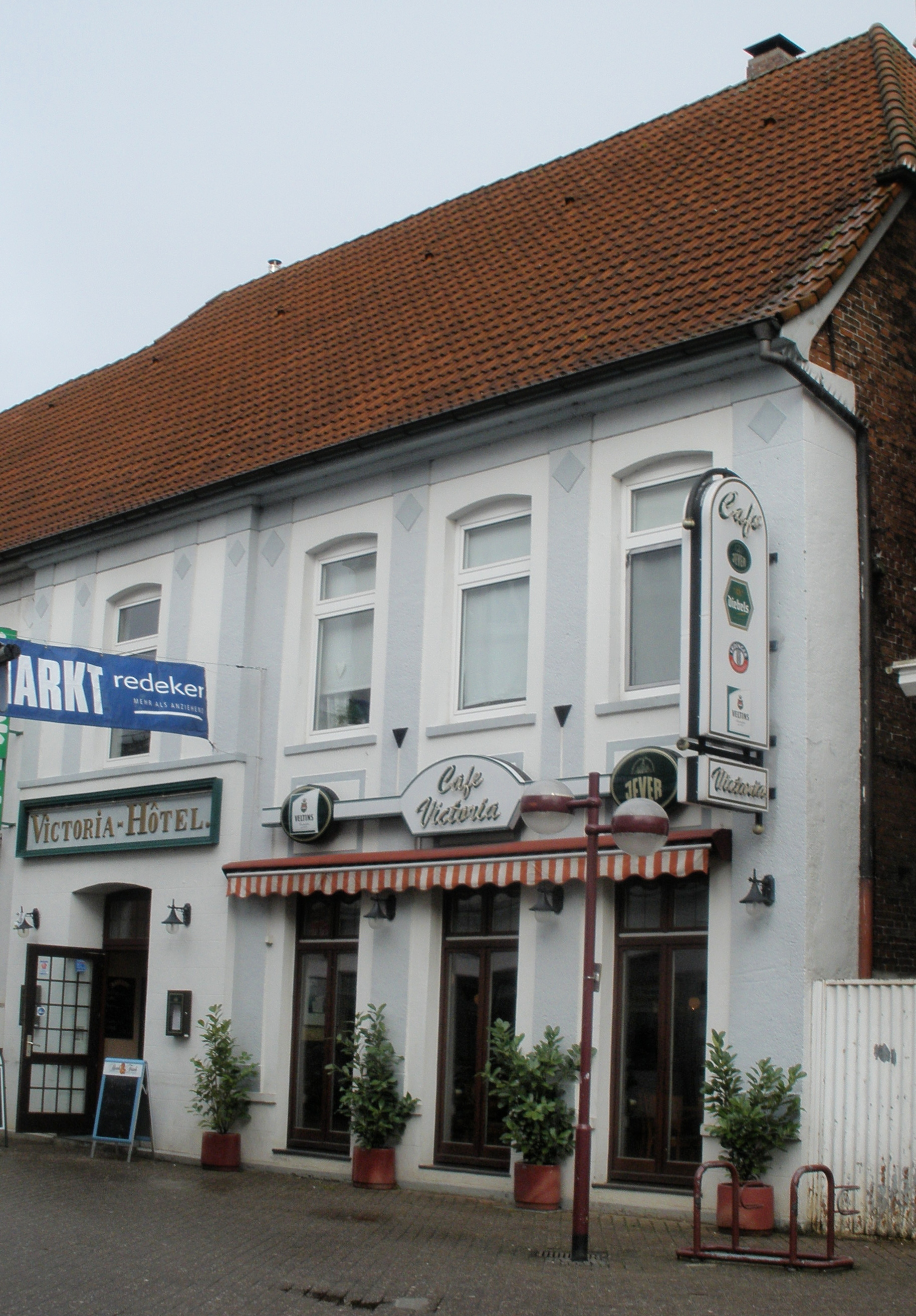
A Victoria Hotel Varelben

Johann Gerhard Oncken nagyapja, a paróka-készítő John Vaubel házában született Varelben, a Lange Strasse-n. Szülőháza helyén ma a Hruschka üzletház áll. Édesanyja, Anna Elizabeth Vaubel a szüleivel élt, mert fiának apja lehagyta őt, és politikai okokból kivándorolt Angliába. Egy levélben, melyet a vereli evangélikus gyülekezet lelkészének írt, kinyilvánította, hogy ő, Gerhard Oncken a gyermek apja. Oncken apa nélkül nőtt fel. Evangélikusnak keresztelték, és 1814-ben konfirmált. Mivel édesanyjának a megélhetésről kellett gondoskodni, nagyszülei felügyelete alatt nevelkedett. Már fiatalon A fehér lóhoz vendéglőben (ma Victoria Hotel) dolgozott. Itt ismerte meg egy angol kereskedőt, John Walker Andersont, aki az értelmes fiút magával vitte először Hamburgba, majd Leithbe, a skóciai Edinburgh egyik külvárosába, hogy kitaníttassa. Tanulmányai alatt a fiatal Oncken több utazásra is elkísérte mentorát Angliába, Hollandiába és Franciaországba.
Angliában került Oncken az úgynevezett "felébredt" körökkel kapcsolatba, és a későbbi életét meghatározó benyomásokat szerzett a presbiteriánus és metodista kegyességből. Meggyőződéses keresztyénként tért vissza Németországba. Hamburgban telepedett le, és 1823-tól a Brit Bibliatársaság, a Continental Society for promoting the Gospel  iratterjesztőjeként dolgozott. Gyülekezeti otthont először az independens angol-német gyülekezetben talált, akik a johannisbollwerki gyülekezeti házuk felépítéséig (1827) pásztoruk, Metthews házában gyűltek össze.

## Hamburg és Északnyugat-Németország misszionáriusa

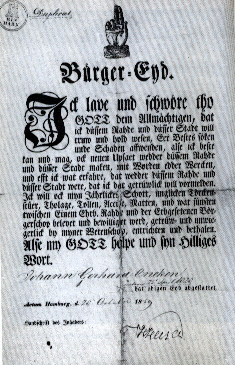
Hamburgi polgári eskü, melyet Oncken tett.

### Az úgynevezettHamburgi vita
A fiatal baptista mozgalomban 1871-ben alakult ki egy nagyobb krízis, amikor az Altona misszióállomás a hamburgi anyagyülekezetnél hivatalosan kérte az elbocsátását és önállóságát. Bár az 1849-ben megalakult Szövetségi égisze alatt akartak maradni, de függetlenül az addigi fő gyülekezettől. Az 1849-es konferencián tárgyalták meg a Hamburg, valamint az akkori 50 missziós gyülekezet közötti szervezeti kapcsolatot. 
Oncken álláspontját ebben a kérdés Hermann Gieselbusch egy mondata foglalja össze: "Számára [Oncken] csak egy német gyülekezet létezett, ami Hamburgban alakult, a többi mind csak misszióállomás volt, a hamburgi gyülekezet leánygyülekezeteként besorolva." Az altonai kérvény először a hamburgi gyülekezetben eredményezett vitát, mely nem volt mentes az alapító elleni személyes támadásoktól. A konfliktus eredményeként Oncken nyílt levelet írt minden német gyülekezetnek, melyet az ellenfelei állásfoglalása követett. Julius Köbner és Gottfried Wilhelm Lehmann, akik kezdettől fogva Oncken munkatársai voltak, Altona mellett szavaztak, vagyis a "vén" ellen. Ezzel a hamburgi vita kiterjedt az egész szövetségi közösségre. 
Egyik oldalon a már leírt onckeni koncepció, az egy, központilag irányított német gyülekezet elképzelése, a másik oldalon a más önálló gyülekezetekkel hálózattá összekapcsolódó, önálló gyülekezetek kongregacionalista elve állt. Oncken bizonyos értelemben "központi-püspöki struktúrát képviselt, míg Köbner egy demokratikus rendszerű gyülekezetet támogatott". Több egyeztetési kísérlet következett. Csak 1876-ban jött létre a szövetségi közösségen belüli béke. Oncken betegsége okán ezen a konferencián nem volt jelen. 1879-ben aztán úgy döntött a német baptisták szövetségi konferenciája, "Hamburg többé nem Szövetség központi helye" – "egy szabályozás, mely gyakorlatilag az Oncken párt elítélését jelenti".

## Fordítás
- Ez a szócikk részben vagy egészben  a   Johann Gerhard Oncken című német Wikipédia-szócikk ezen változatának fordításán alapul.  Az eredeti cikk szerkesztőit annak laptörténete sorolja fel. Ez a jelzés csupán a megfogalmazás eredetét és a szerzői jogokat jelzi, nem szolgál a cikkben szereplő információk forrásmegjelöléseként.